# Prix Gopo
 (octobre 2019).
Les prix Gopo (roumain : Premiile Gopo) sont les prix nationaux du film roumain, similaires aux Oscars (États-Unis), aux Goya (Espagne) ou au César (France). Ils sont organisés par l'Association pour la promotion du film roumain et ont été inaugurés en 2007. 

## Trophée
Ils ont été créés en 2007 et ont été nommés ainsi en l'honneur du réalisateur roumain Ion Popescu-Gopo, célébrant également le 50e anniversaire de son prix au Festival de Cannes. Le trophée est une sculpture de l'artiste roumain Adrian Ilfoveanu représentant Little Man de Gopo, le personnage principal des films d'animation de Gopo. Les prix Gopo récompensent les meilleures réalisations cinématographiques roumaines de l'année précédente (ou, dans le cas du prix du meilleur film européen, le meilleur film européen distribué en Roumanie l'année précédente). 

## Catégories de récompense
- Meilleur film
- Meilleur réalisateur
- Meilleur scénario
- Meilleur acteur
- Meilleure actrice
- Meilleur acteur dans un second rôle
- Meilleure actrice dans un second rôle
- Meilleure photographie
- Meilleur montage de film
- Meilleur son
- Meilleure musique originale
- Meilleure direction artistique
- Meilleur costume
- Meilleur film documentaire
- Meilleur court-métrage
- Meilleur premier film
- Meilleur succès au box-office
- Prix pour l'ensemble de l'œuvre
- Meilleur film européen

## Palmarès

### Meilleur film
- 2007 - 12 h 08 à l'est de Bucarest (Corneliu Porumboiu)
- 2008 - 4 mois, 3 semaines, 2 jours (Cristian Mungiu)
- 2009 - Le repos est le silence (Nae Caranfil)
- 2010 - - Policier, adjectif (Corneliu Porumboiu)
- 2011 - Eu când vreau să fluier, fluier (Florin Serban)
- 2012 - Aurora (Cristi Puiu)
- 2013 - Papa vient dimanche (Radu Jude)
- 2014 - Mère et Fils (Călin Peter Netzer)
- 2015 - Plus près de la lune (Nae Caranfil)
- 2016 - Aferim! (Radu Jude)
- 2017 - Sieranevada (Cristi Puiu)
- 2018 - Un pas en arrière des séraphins (Daniel Sandu)
- 2019 - Moromeții 2 (Stere Gulea)

### Meilleur réalisateur
- 2007 - Corneliu Porumboiu pour 12 h 08 à l'est de Bucarest
- 2008 - Cristian Mungiu pour 4 mois, 3 semaines, 2 jours
- 2009 - Radu Muntean pour Boogie
- 2010 - Corneliu Porumboiu pour la Policier, adjectif
- 2011 - Florin Șerban pour Eu când vreau să fluier, fluier
- 2012 - Cristi Puiu pour Aurora
- 2013 - Radu Jude pour Papa vient dimanche
- 2014 - Călin Peter Netzer pour Mère et Fils
- 2015 - Nae Caranfil pour Plus près de la lune
- 2016 - Radu Jude pour Aferim!
- 2017 - Cristi Puiu pour Sieranevada
- 2018 - Daniel Sandu pour Un pas en arrière des séraphins
- 2019 - Constantin Popescu pour Pororoca

### Meilleur acteur
- 2007 - Ion Sapdaru - 12 h 08 à l'est de Bucarest
- 2008 - Răzvan Vasilescu - California Dreamin '
- 2009 - Dragoș Bucur - Boogie
- 2010 - Dragoș Bucur - Policier, adjectif
- 2011 - Victor Rebengiuc - La Médaille d'honneur
- 2012 - Adrian Titieni - Une soirée entre amis
- 2013 - Șerban Pavlu - Papa vient dimanche
- 2014 - Victor Rebengiuc - Le Chien japonais
- 2015 - Florin Piersic Jr. - Quod Erat Demonstrandum
- 2016 - Teodor Corban - Aferim!
- 2017 - Gheorghe Visu - Dogs
- 2018 - Vlad Ivanov
- 2019 - Bogdan Dumitrache - Pororoca 2019

### Meilleure actrice
- 2007 - Dorotheea Petre - Ryna
- 2008 - Anamaria Marinca - 4 mois, 3 semaines, 2 jours
- 2009 - Anamaria Marinca - Boogie
- 2010 - Hilda Péter - Katalin Varga
- 2011 - Mirela Oprișor - Mardi, après Noël
- 2012 - Ana Ularu - Periferic
- 2013 - non attribué
- 2014 - Luminița Gheorghiu - Mère et Fils
- 2015 - Ofelia Popii -  Quod Erat Demonstrandum
- 2016 - Ioana Flora - Acasă la tata
- 2017 - Dana Dogaru - Sieranevada
- 2018 - Diana Cavallioti - Ana, mon amour
- 2019 - Cosmina Stratan - Love 1. Dog

### Prix pour l'ensemble de la carrière
- 2007 - Lucian Pintilie
- 2008 - Jean Constantin
- 2009 - Elisabeta Bostan, Marin Moraru
- 2010 - Draga Olteanu-Matei
- 2011 - Ion Besoiu
- 2012 - Iurie Darie
- 2013 - Mitică Popescu
- 2014 - Radu Beligan
- 2015 - Coca Bloos
- 2016 - Florin Piersic
- 2017 - Valentin Uritescu
- 2018 - George Mihăiță, Vladimir Găitan
- 2019 - Ileana Stana-Ionescu

### Meilleur film européen
- 2007 - Volver (Pedro Almodóvar) •  Espagne
- 2008 - 13 Tzameti (Gela Babluani) •  Géorgie
  - Le Parfum, histoire d'un meurtrier (Perfume: The Story of a Murderer) •  Allemagne  France  Espagne
- 2009 : Moi qui ai servi le roi d'Angleterre (Obsluhoval jsem anglického krále) •  République tchèque
  - Entre les murs •  France
- 2010 - Gomorra (Matteo Garrone) •  Italie
- 2011 : Le Ruban blanc (Michael Haneke) •  Allemagne
  - Un prophète •  France  Italie
- 2012 - Melancholia (Lars von Trier) •  Danemark
- 2013 - non attribué
- 2014 - Amour (Michael Haneke) •  France
- 2015 - La grande bellezza (Paolo Sorrentino) •  Italie
- 2016 - Léviathan (Andreï Zviaguintsev) •  Russie
- 2017 - Le Fils de Saul (László Nemes) •  Hongrie
- 2018 - Corps et Âme (Ildikó Enyedi) •  Hongrie
- 2019 - Mise à mort du cerf sacré (Yórgos Lánthimos) •  Royaume-Uni  Irlande